# Brebel
Brebel (in danese Bredbøl) è una frazione del comune tedesco di Süderbrarup.